# Scopula subcandida
Scopula subcandida är en fjärilsart som beskrevs av Louis Beethoven Prout 1938. Scopula subcandida ingår i släktet Scopula och familjen mätare. Inga underarter finns listade.